# ポルタ・ヴェストファーリカ
ポルタ・ヴェストファーリカ（ドイツ語: Porta Westfalica,  [ˈpɔʁta vɛst'faːlika]、ラテン語で「ヴェストファーレンの門」を意味する）は、ドイツ連邦共和国ノルトライン＝ヴェストファーレン州デトモルト行政管区のミンデン＝リュベッケ郡に属す市である。人口約37,000人の中規模の都市で、ノルトライン＝ヴェストファーレン州の北東部、ミンデンとビーレフェルトとの間にあたるオストヴェストファーレン＝リッペ地方に位置する。
現在の市域への入植は1019年に最初の文献記録が存在する。現在の市は1973年に15の市町村が合併して成立した。1973年に住民投票で選ばれた新しい市名は、ヴェーザー川がヴィーエン山地とヴェーザー山地との間を突破する渓谷「ポルタ・ヴェストファーリカ」に由来する。

## 地理

### 位置
ポルタ・ヴェストファーリカ市は、ノルトライン＝ヴェストファーレン州の北西部、ミンデン＝リュベッケ郡南部の、名前の由来ともなったポルタ・ヴェストファーリカ（渓谷）に面している。ポルタ・ヴェストファーリカは、ノルトライン＝ヴェストファーレン州の自治体ではペータースハーゲン以外で唯一ヴェーザー川東岸に広い土地を有している。
ポルタ・ヴェストファーリカは、南から来たヴェーザー川がヴェーザー山地およびヴィーエン山地を突破する渓谷である。これらの山地は市域内を東西に、200 m から 300 m をわずかに超える頂を連ねている。市域はヴィーエン山地およびヴェーザー山地の南北、ヴェーザー川の東西にまたがって広がる。山地の南側の市域はグローサー・ヴェーザーボーゲン（ヴェーザー川の大屈曲部）に面している。ヴェーザーボーゲン沿いには多くの大きな湖がある。ヴェーザー川は市域南部でかなりの区間にわたって西と南の市境をなしている。自然環境上の区分では、市域は中低山地（ヴェーザーベルクラント下部）から北ドイツ低地への移行部にあたる。北ドイツ低地にあたる部分の市域は、ヴェーザー川中流域渓谷の両岸地域であり、ミンデン地方に含まれる。南部のヴェーザー川上流域とは離れた緩やかな丘陵地は、部分的にラーフェンスベルガー丘陵地に分類される。
最寄りの大都市には、ビーレフェルト（南西に 35 km）、オスナブリュック（西に 60 km）、ハノーファー（東に 60 km）がある。

### 市域の広がりと土地利用
市域の広さは約 105 km2で、南北軸の長さは約 9 km である。東西軸の最大値は約 14 km である。最高地点は市域東部、ニーダーザクセン州との州境上、ヴェーザー山地のパーペンブリンクで海抜 303 m である。最低地点はネーゼン付近のヴェーザー渓谷で、海抜は約 39 m である。
市域は主に農業に利用されており、鄙びた様子である。森林は基本的にはヴィーエン山地とヴェーザー山地だけである。ミンデン＝ラーフェンスベルク地方の中では比較的森林が多い自治体であるが、州平均よりは明らかに低地である。土地利用の概要を以下の表に示す。
| 土地利用別面積 | 農業用地 | 森林   | 住宅・交通用地 | 水域  | その他 |
| -------------- | -------- | ------ | -------------- | ----- | ------ |
| 面積 (ha)      | 5,555    | 1,713  | 2,498          | 400   | 352    |
| 占有率         | 52.8 %   | 16.3 % | 23.8 %         | 3.8 % | 3.4 %  |

出典: ノルトライン＝ヴェストファーレン州データ管理・統計局

### 隣接する市町村
ポルタ・ヴェストファーリカは西から時計回りに以下の市町村と境を接する。バート・エーンハウゼン、ミンデン（ともにノルトライン＝ヴェストファーレン州ミンデン＝リュベッケ郡）、ビュッケブルク、リンテルン（ともにニーダーザクセン州シャウムブルク郡）、ヘルフォルト郡フロートー、リッペ郡カレタール（ともにノルトライン＝ヴェストファーレン州）。

### 市の構成
ポルタ・ヴェストファーリカの基本条例 § 3 によれば、同市の15の市区 (Stadtteil) は、複数の集落にまたがる問題を採り上げ、解決するための 8 つの地区委員会 (Bezirkschuss) を構成する。
| 地区委員会 | 地区                 | 地区          | 人口 （2003年5月31日） | ポルタ・ヴェストファーリカの地区構成 |
| ---------- | -------------------- | ------------- | ---------------------- | ------------------------------------ |
| I          | ハウスベルゲ         | Hausberge     | 5,255                  | ポルタ・ヴェストファーリカの地区構成 |
| I          | ローフェルト         | Lohfeld       | 1,487                  | ポルタ・ヴェストファーリカの地区構成 |
| II         | バルクハウゼン       | Barkhausen    | 4,143                  | ポルタ・ヴェストファーリカの地区構成 |
| III        | ネーゼン             | Neesen        | 2,455                  | ポルタ・ヴェストファーリカの地区構成 |
| III        | レルベック           | Lerbeck       | 3,724                  | ポルタ・ヴェストファーリカの地区構成 |
| IV         | ナンメン             | Nammen        | 2,398                  | ポルタ・ヴェストファーリカの地区構成 |
| V          | ヴュルプケ           | Wülpke        | 664                    | ポルタ・ヴェストファーリカの地区構成 |
| V          | クライネンブレーメン | Kleinenbremen | 2,691                  | ポルタ・ヴェストファーリカの地区構成 |
| VI         | アイスベルゲン       | Eisbergen     | 3,673                  | ポルタ・ヴェストファーリカの地区構成 |
| VI         | フェルトハイム       | Veltheim      | 2,838                  | ポルタ・ヴェストファーリカの地区構成 |
| VII        | メルベルゲン         | Möllbergen    | 1,706                  | ポルタ・ヴェストファーリカの地区構成 |
| VII        | ホルトルプ           | Holtrup       | 1,089                  | ポルタ・ヴェストファーリカの地区構成 |
| VII        | フェンネベック       | Vennebeck     | 1,064                  | ポルタ・ヴェストファーリカの地区構成 |
| VII        | コシュテット         | Costedt       | 494                    | ポルタ・ヴェストファーリカの地区構成 |
| VIII       | ホルツハウゼン       | Holzhausen    | 4,287                  | ポルタ・ヴェストファーリカの地区構成 |

### 気候
ポルタ・ヴェストファーリカの気候は、中央ヨーロッパの海洋性気候と大陸性気候との移行部にあたることや、南部はラーフェンスベルガー盆地に、北部はミンデナーラント地方に位置する地域環境に支配されている。この地域は基本的には海洋性気候なのだが、ときおり大陸性気候の影響を受ける。冬は大西洋の影響により比較的穏やかで、夏はほどほどの暑さであり、降水は年間を通じて平均的である。年間平均気温は約 8.5 ℃ だが、これには高度が影響する。ヴィーエン山地やヴェーザー山地の高地ではこれよりも 0.5 ℃ 低い。降水量は盆地という地形の影響でそれほど多くはない。トイトブルクの森、エッゲ山地、リッパー山地が、ラーフェンスベルガー盆地を大西洋から湿った空気を運んでくる南西の風からこの街を護っている。平均年間降水量は約 750 mm である。北ドイツ低地に位置する地域の降水はこれよりも少なく、年間降水量は約 700 mm 程度である。

## 歴史

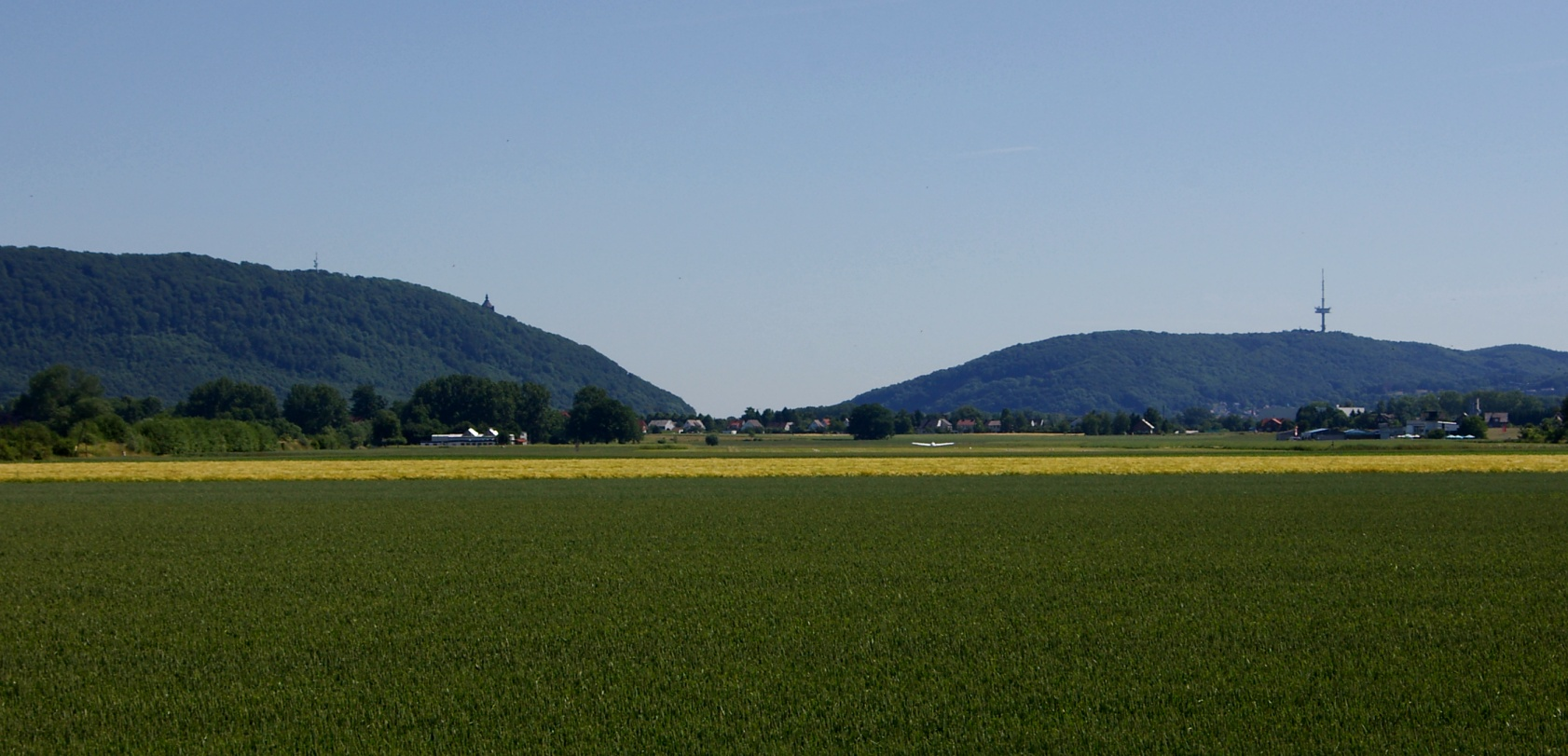
両側の山地に挟まれたヴェーザー川が流れる狭い渓谷が「ポルタ・ヴェストファーリカ」（ヴェストファーレンの門）の由来である。

2008年にバルクハウゼン区からローマ時代の石臼、硬貨、鉛鑞（はんだ）、衣服のバックルの一部が発掘された。これらは紀元1世紀のものと同定された。この事から、ポルタ・ヴェストファーリカのローマ陣地はウァルスがそこから戦い（トイトブルクの戦い）に向かった夏の陣地であったと推定されている。また、16年にゲルマニクスの場合も、ヴェーザー川の渡し場であるこの地でヴェーザー川の戦いが行われた可能性がある。ただし、これらの古い出土品について最終的な解釈はまだ確定していない。また、ラテン語の市名はもっと遅くになって初めて現れるものであり、ローマ人入植地が存在した証拠にはなり得ない。「ポルタ・ヴェストファーリカ」という名は貴族の間でラテン語とフランス語を話す事が流行した18世紀になってからつけられたものである。ポルタ・ヴェストファーリカはヴェーザー山地とヴィーエン山地との間のヴェーザー川の渓谷を指した。「ポルタ・ヴェストファーリカ」は1973年に市名として採用された。最初の永続的な定住地は、おそらくザクセン時代に建設されたと推定されている。
この街の集落の中で、知られている最初の入植地は1096年の文献に記録されているシャルクスブルクである。この地は当時ベルゲ家の所領であった。ベルゲ家は1397年までミンデン司教の代官権を行使した。シャルクスブルクこの地域の重要な行政都市に成長した。これを中心としてその周囲に発展し、現在のポルタ・ヴェストファーリカの中心部を形成した。1353年には「ハウス・ツー・ベルゲ」と呼ばれる城に住む城主としても記録が現れる。この頃、周囲の集落は城の名にちなんで「ハウスベルゲ」と呼ばれるようになった。1618年に市場開催権、1720年に都市権が授けられた。この街は主要交通路の両側に位置し、ゆっくりと発展していった。1648年にミンデン侯領としてブランデンブルク＝プロイセン領となったが、ユーベルンシュティーク、ベルク・ウント・ブルーフ、ゴーフェルト、ラントヴェール（ハウスベルゲンを含む）の代官所を統合したプロイセンのアムト・ハウスベルゲの本部所在地の地位は保持した。このアムトは現在のポルタ・ヴェストファーリカ、ミンデン、バート・エーンハウゼン、レーネ、フロートーといった都市のそれぞれ全域または一部を包含していた。ミンデン＝ラーフェンスベルクの創設や「郡」の概念の導入によってアムトの重要性は低下したものの、その後もアムト・ハウスベルゲはミンデン侯領が廃止されるまで存続した。ポルタ・ヴェストファーリカは、何世紀にもわたってアムト・ハウスベルゲの本部所在地であり続けた。1806年、この地域はナポレオン統治下のフランス領となった。現在のポルタ・ヴェストファーリカの地域は、1807年に事実上フランスの衛星国であったヴェストファーレン王国に編入され、最初はヴェーザー県ミンデン地区に属した。ヴェーザー川右岸の集落はカントン・ハウスベルゲに統合された。ヴェーザー川左岸のバルクハウゼンだけはカントン・ハッデンハウゼンの一部となった。1810年にバルクハウゼンはフランスの直接統治下領に移された。バルクハウゼンはこれ以後カントン＝ミンデンに属すデュッツェンの一部とされた。現在の市域の大部分に相当するヴェーザー川右岸側はヴェストファーレン王国に残された。この地域はライネ県に編入された。
ハウスベルゲの大きな飛躍は19世紀のケルン - ミンデン鉄道会社による本線建設によってもたらされた。1864年に現在の市域内で最初のヴェーザー川を渡る橋が架けられた。1896年には、この街の象徴的建造物であるカイザー・ヴィルヘルム記念碑が建立された。1972年10月2日からの市町村再編では、1973年1月1日に15の市町村が合併し、公式にポルタ・ヴェストファーリカと名付けられた。これにより、この概念は単なる地域名ではなく、都市名となったのである。旧アムト本部所在地のハウスベルゲは市議会や行政機関の所在地となり、1978年から1988年に都市の中止として開発がなされた。

### 宗教
ミンデン司教領がプロテスタントの教義を受け容れて以後、遅くとも世俗化されプロテスタントのプロイセン治下のミンデン侯領となった1648年からこの街は主にプロテスタント、ルター派の街である。信仰を異にする少数派の人々は第二次世界大戦以後の国内移動、東欧からの遅れて来た移民や南欧の出稼ぎ労働者の流入によるものである。
この街の宗教分布を示す間接的な数値として市内の学生に対する宗教調査結果がある。これによれば、約70%がプロテスタント、6%がカトリック、2%がイスラム教の信者であった。11%がその他の宗教を信仰しており、11%が無宗教であった。

### 市町村合併
現在のポルタ・ヴェストファーリカ市は、1972年10月24日のビーレフェルト法に基づき、1973年1月1日に成立した。ミンデン郡アムト・ハウスベルゲ・アン・デア・ポルタに属していた16の市町村中14市町村が合併したのである。残る2つの自治体は別の市に編入された: ウッフェルンはヘルフォルト郡フロートーの市区となり、マイセンはミンデンに併合された。この他に同じ時に廃止されたアムト・デュッツェンに属していたバルクハウゼンがポルタ・ヴェストファーリカに編入された。これら15の旧市町村は現在、ポルタ・ヴェストファーリカ市の市区を形成している。1973年1月1日以降、新たな市域の変更はない。

## 行政

### 市長
歴代市長は以下の通り。
| 在職期間  | 名前                       | 名前              | 所属政党 |
| --------- | -------------------------- | ----------------- | -------- |
| 1973–1983 | ヴィリー・ヴァーターマン   | Willi Watermann   | SPD      |
| 1983–1999 | ハインリヒ・シェーファー   | Heinrich Schäfer  | SPD      |
| 1999–2004 | ヒルマー・ヴォールゲムート | Hilmar Wohlgemuth | CDU      |
| 2004–2014 | シュテファン・ベーメ       | Stephan Böhme     | SPD      |
| 2014-     | ベルント・ヘットマン       | Bernd Hedtmann    | 無所属   |

### 市議会
ポルタ・ヴェストファーリカの市議会は40議席からなる。

### 紋章

ポルタ・ヴェストファーリカ市の旗

ポルタ・ヴェストファーリカ市は1973年11月12日にデトモルト行政管区長官の文書により紋章の使用権を授与された。
図柄は基本条例 §2 によると以下の通りである。胸壁状の分割線で赤地と銀（白）地に上下二分割。上部は3本の銀（白）の胸壁を戴いた塔。下部は横帯状に拡げられた金（黄）の軸を持つ赤い鷲の翼。
この紋章の下部は1939年に定められたハウスベルゲ市の紋章から採られたものである。翼の意匠はさらにハウスベルゲ近郊のシャルクスブルク城を本拠としたベルゲ家の紋章に由来する。紋章の赤い背景は、現在の市域が何世紀にもわたって所属したミンデン侯領およびミンデン司教領を表している。
旗は長辺方向沿いに赤と白に塗り分けられ、中央旗竿寄りに市の紋章が描かれている。

### 姉妹都市
- フリードリヒスハイン＝クロイツベルク（ドイツ、ベルリン）: 1962年12月21日、アムト・ハウスベルゲはベルリンの壁建設を承けてベルリンの老人や子供の窮状救済を決議した。アムト当局はベルリンのクロイツベルクに対する援助を決定し、1968年8月30日にポルト・ヴェストファーリカの前身であるアムト・ハウスベルゲとベルリン＝クロイツベルクとの間に、人的・文化的あるいは地方行政上の交流を促進するための姉妹都市協定が樹立された。1973年のアムト・ハウスベルゲの廃止に伴い、ポルタ・ヴェストファーリカがこの姉妹都市関係を引き継いだ。さらに2001年のベルリンの市区再編によって、この関係はフリードリヒスハイン＝クロイツベルク区が引き継いだ。このしまい都市関係は、親密な交流を促進し、各種イベントへの相互参加が行われている。
- デミーン（ドイツ、メクレンブルク＝フォアポンメルン州）: ポルタ・ヴェストファーリカの市議会は1990年10月3日にデミーン市民に宛てて挨拶状を送った。これ以後両者の結びつきは深まり、1990年12月17日に友好関係が確立された。2004年9月10日に正式な姉妹都市関係に発展した。
- ウォータールー（アメリカ合衆国、イリノイ州）: ウォータールーのヴェラ・コールマイヤーは1979年に自分の祖先がポルタ・ヴェストファーリカの住民であったことを知った。4人の祖父母のうち3人が1850年から60年にかけて、近在の多くの人達とともにアメリカ合衆国に渡った人物であった。彼はポルタ・ヴェストファーリカのヘルムート・マッケとコンタクトを取り、これ以後地域的な交流を深めていった。1983年にウォータールーからの最初の訪問団がポルト・ヴェストファーリカを訪れた。これ以後も定期的に姉妹都市訪問が行われている。[5]

## 文化と見所

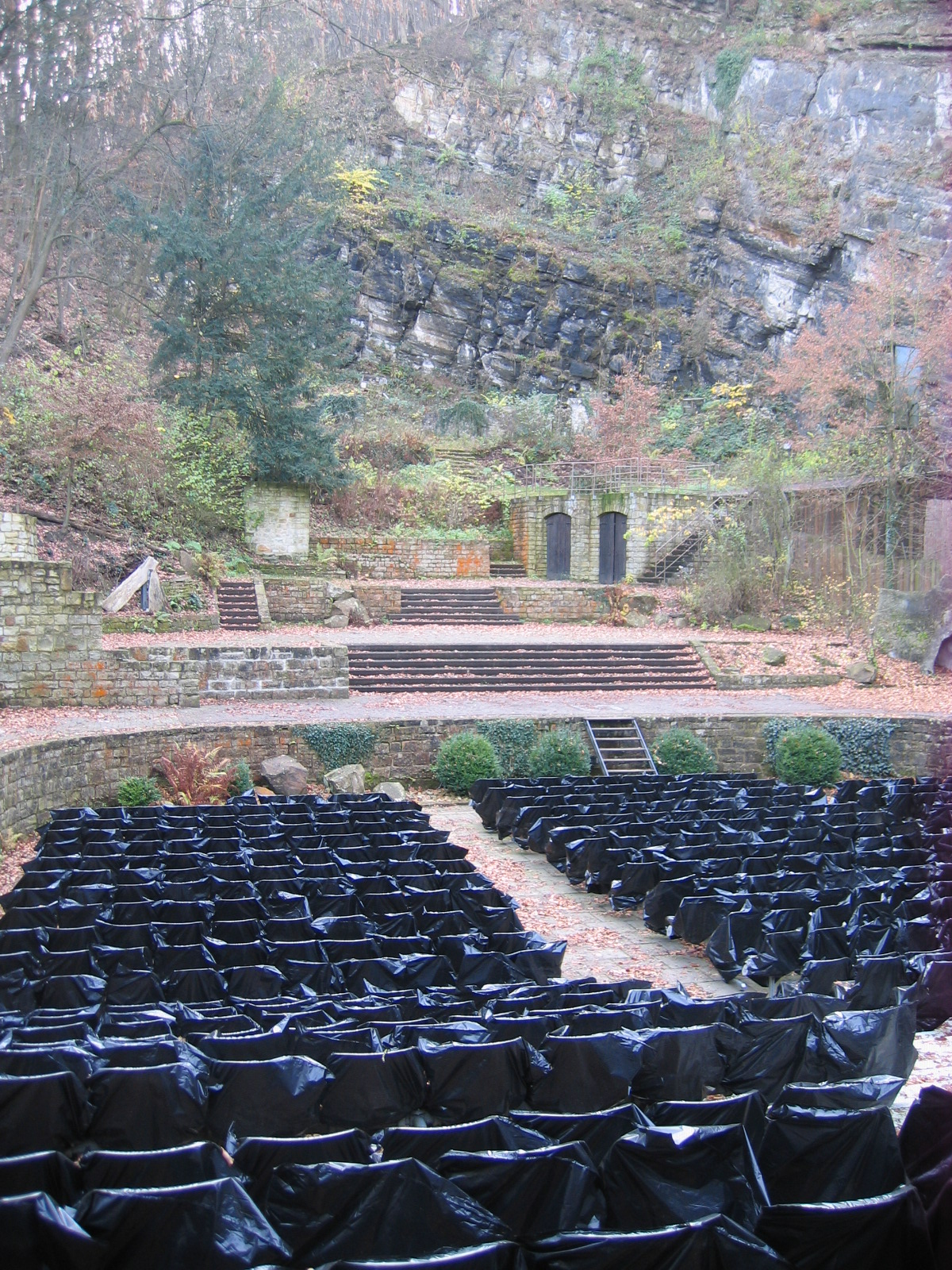
ゲーテ野外ステージ

### 演劇
バルクハウゼンの旧採石場跡のカイザー・ヴィルヘルム記念碑に隣接してゲーテ野外ステージがある。夏季になると一般向けや子供向けの演劇作品が上演される。また、ポルタ・ヴェストファーリカ市立ギムナジウムの演劇AGは毎年南部学校センターで作品を上演している。芸術グループ Spektakulär はクライネンブレーメンの劇場シュペーク・シュペークで小演劇や即興劇を上演している。

### 博物館
「鉱山と地質学の博物館」は1995年から開館している。クライネンブレーメンの鉱山の一部には、100年を超える鉄鉱石採取の歴史にかかわる品が展示されている。

### 音楽
市の音楽学校は音楽教育、専門教育、保護育成に利用されている。3歳までの子供にはムジークガルテン、3歳から6歳までは音楽早期教育コースが用意されている。基礎課程学校の児童には音楽基礎教育が施され、その後「インストゥルメンテンカルセル」（直訳すると「楽器のメリーゴーラウンド」）でいくつかの楽器を試し、練習することができる。その上、いくつかの楽器に関する授業を受けることもできる。歌のサークルとしては、児童合唱サークルが1つ、合唱団が2つ、男声合唱サークルが3つある。

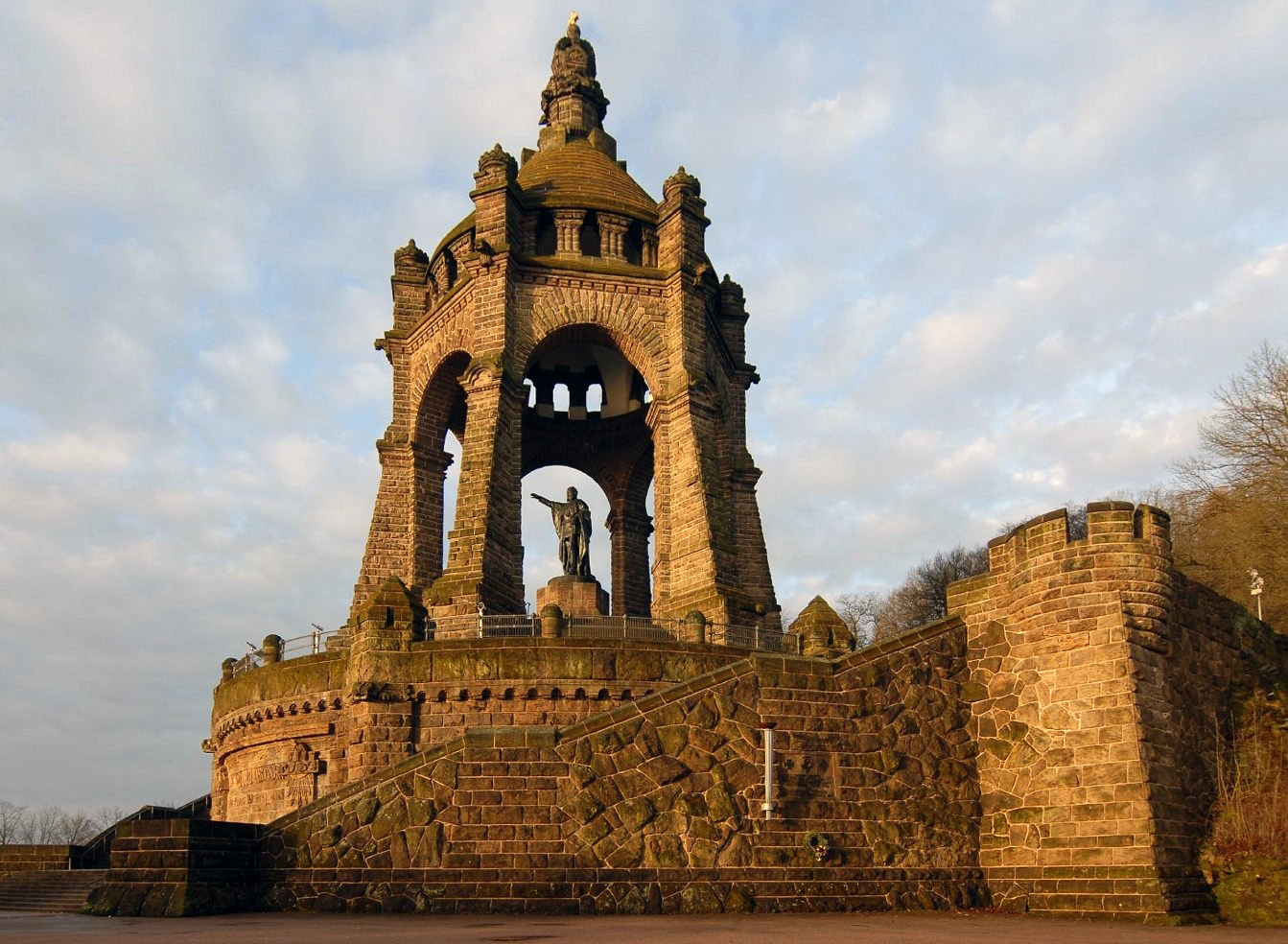
カイザー・ヴィルヘルム記念碑

### 建築物
市域内に含まれるヴィッテキンツベルク（海抜 276 m）にカイザー・ヴィルヘルム記念碑がある。
ハウスベルゲ区中心部の旧市街やクライネンブレーメン区の観光鉱山も見所である。クライネンブレーメン区はヤーコプスベルク（海抜 238 m）の麓、アウトバーンA2号線に面している。ヤーコプスベルクには高さ 142 m の展望台付き通信塔がある。
ヴィッテキンツブルク城はヴィーエン山地の尾根の上にある。この城は10世紀に建設され、現在はカフェやレストランとして利用されている。城趾には旧十字架教会の礎石もある。最も古い入植地の避難城塞跡はローマ時代以前、紀元前3世紀から紀元前1世紀に遡るものである。
ポルタ・ヴェストファーリカにはヴェーザー川と並行に長さ約 1.7 km のトンネルが通っている。2002年12月6日に完成したこのトンネルはバルクハウゼン区を通り抜ける車両を通している。
- ハウスベルゲ区の旧市街
- クライネンブレーメンの観光鉱山
- ヤーコプスベルクの通信塔
- ヴィッテキンツブルク城

### 自然文化財

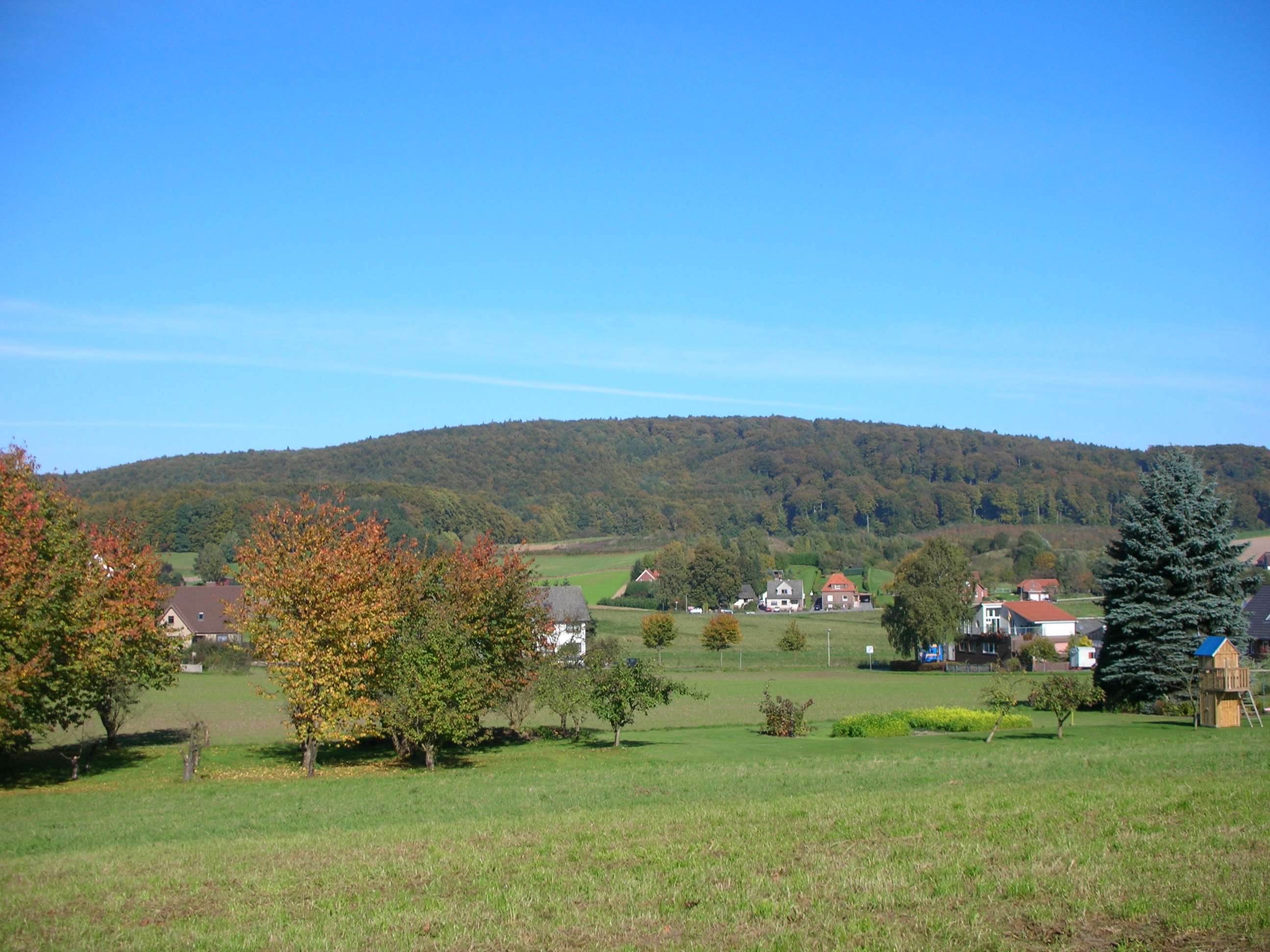
背後の森に覆われた丘陵がナンマー・ラーガー

ポルタ・ヴェストファーリカには様々異なる保護目的で指定された16の自然保護地区がある。最大のものは広さ 111.7 ha のヴィッテキンツベルクで、ポルタ・ヴェストファーリカとバート・エーンハウゼンとにまたがっている。広葉樹林を抜ける森の小径は、森林環境学、自然保護、考古学、歴史、地質学といったカテゴリ別に周辺地区へ延びている。この地域にはワシミミズクやマツテンが生息している。
ナンマー・ラーガーは広さ 74.10 ha のナンマー・クリッペン自然保護地区に囲まれている。ここには先史時代からの埋蔵文化財、紀元前300年から紀元前100年頃のの環状壁跡がある。
この他には、それぞれ約 50 ha ほどの広さの、アウフ・デム・シュプレンゲル、ヘーラー・フェルト、モッデがある。これらは古い採石場でかつて掘った跡の池や跡地がある。

### スポーツ
約60のクラブがポルタ・ヴェストファーリカのスポーツ生活を演出している。その多くは市のスポーツ連盟に加盟している。市内には4つの大きな体育館と多くの小体育館があり、利用されている。また、屋内・屋外プールもある。一般的に広く普及しているスポーツ種目の他に、ハンググライダー・クラブ、スポーツ飛行サークル、ヨット・サークルや様々なウォータースポーツのサークルがある。

### 年中行事
毎年聖霊降臨祭の月曜日はポルタフェスト・ウンテルム・カイザーの日である。カイザー・ヴィルヘルム記念碑前で行われるこの時代祭では、近くの地域のみならず外国からの民俗舞踊団や民族衣装舞踊団も参加する。
9月の第2週末にはハウスベルゲ区の中心部で市祭が行われる。ノミの市が開催され、ミュージシャンがライブ・パフォーマンスを繰り広げる。
アドヴェントの第1週末にはハウスベルゲ区でクリスマスマーケットが開催される。
さらに11の射撃クラブが参加する射撃祭も開催される。

## 経済と社会資本

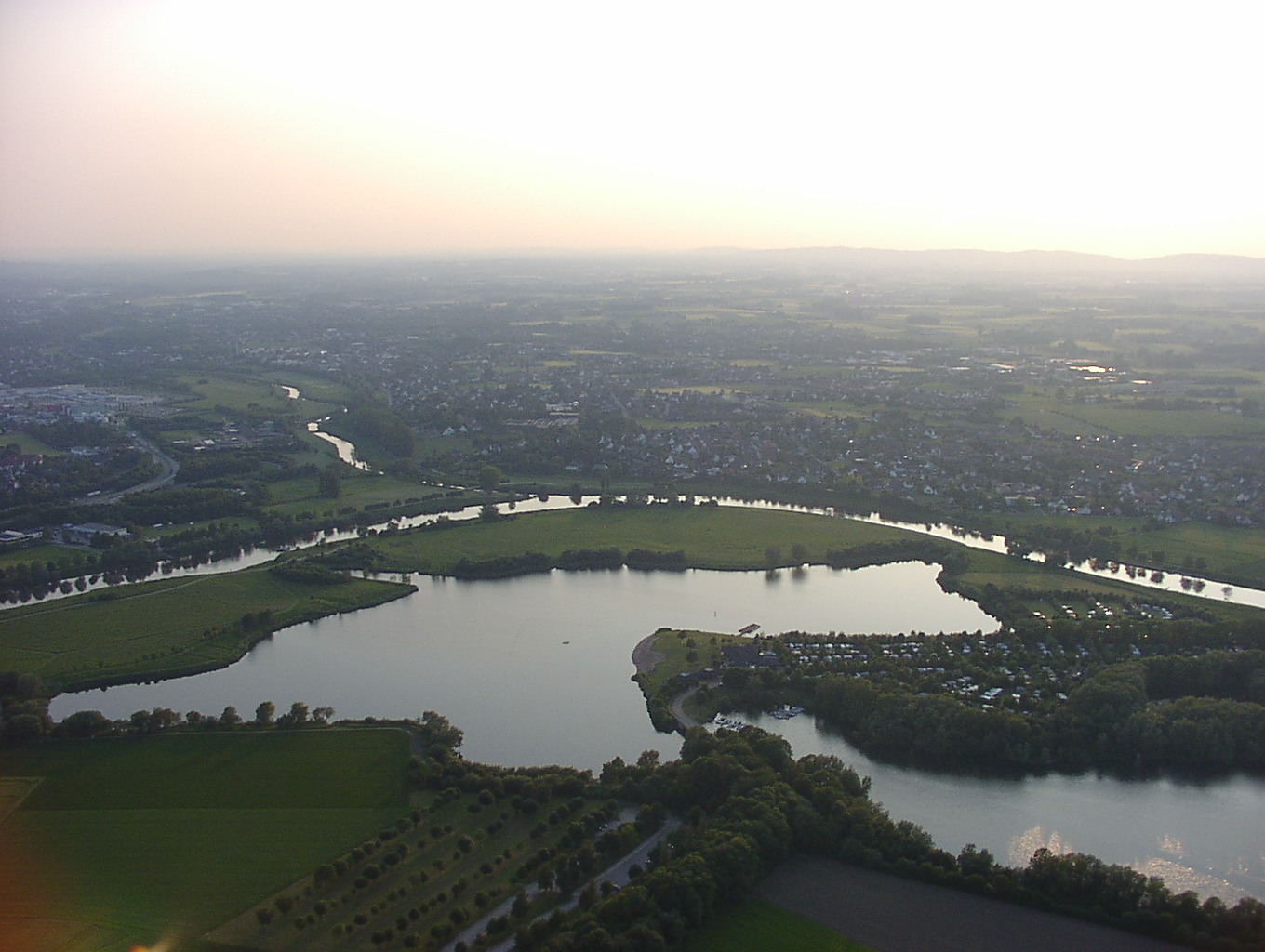
グローサー・ヴェーザーボーゲン

ポルタ・ヴェストファーリカには E.ON が運営する石炭火力発電所 Gemeinschaftskraftwerk Weser がある。2006年1月6日以降、この発電所ではゴミ（合成樹脂、繊維、フィルム、印画紙、絵の具やラッカーの屑）も焼却されている。ポルタ・ヴェストファーリカや周辺市町村に住むかなりの数の住民達がゴミ焼却に対する反対運動を行っている。
レジャー施設のグローサー・ヴェーザーボーゲンは自然と水に囲まれた美しいキャンプ場であり、水浴場である。キャンプ場は年中オープンしている。

### 地元企業
- ベルンシュタイン: スイッチ、筐体、センサー、安全装置
- グローエ: 衛生システム
- ヘンケル、ポルタ・ヴェストファーリカ工場: 接着剤
- ポルタ・メーベル: ドイツに20店舗の支店を持つ家具店
- ローゼ・システムテクニーク: 工業用ハウジングシステム
- SSメーベル・ボス: ドイツに74店舗の支店を持つ家具のディスカウントショップ
- シェーファース・ブロット: エーデカ・グループ（スーパーマーケット）で販売される菓子製造
- テンスマイアー: ヨーロッパ全土で活動しているゴミ処理会社

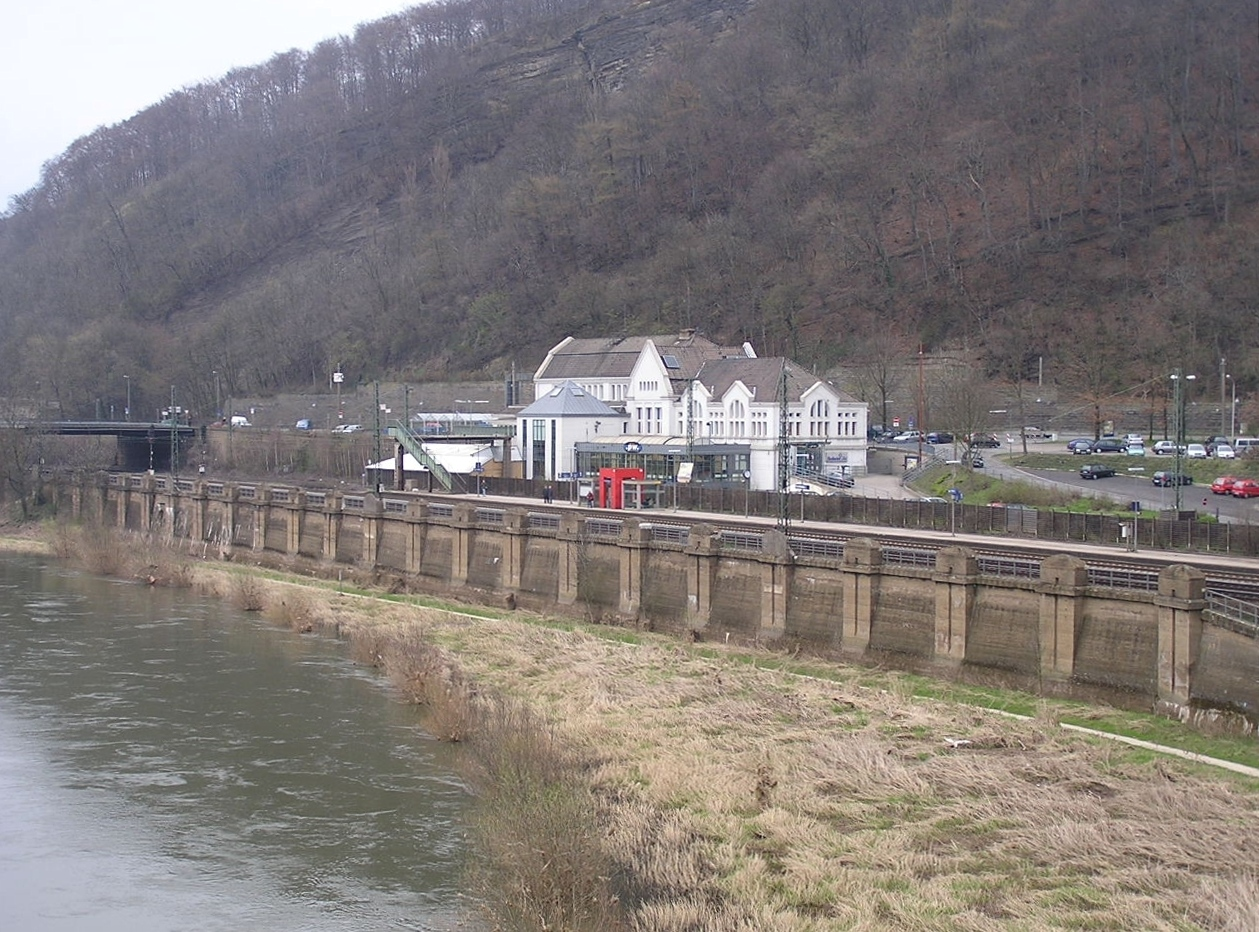
ポルタ・ヴェストファーリカ駅

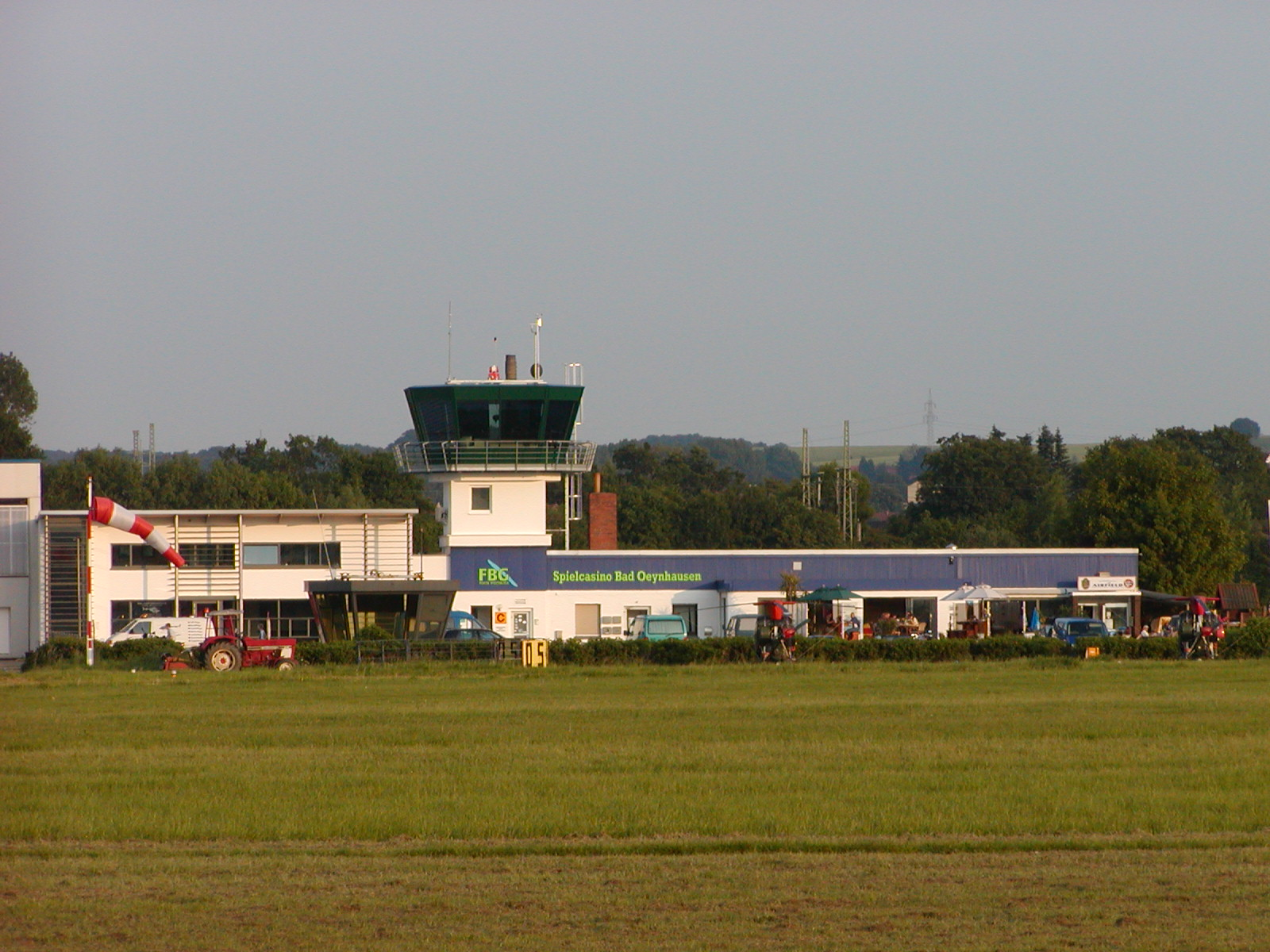
ポルタ・ヴェストファーリカ飛行場

### 交通
ポルタ・ヴェストファーリカのフェンネベックには小型飛行機用のポルタ・ヴェストファーリカ飛行場がある。最寄りの国際空港は約 70 km 離れたハノーファー空港である。この街はアウトバーンA2号線および鉄道ハノーファー - アムステルダム線およびハノーファー - ケルン線の沿線に位置する。
ポルタ・ヴェストファーリカ駅は鉄道ハム - ミンデン線の駅である。この駅には、デュッセルドルフ - ビーレフェルト - ケルンを結ぶレギオナルエクスプレス（ヴェストファーレン・エクスプレス）やビーレフェルト/ライネ - オスナブリュック - ハノーファー - ブラウンシュヴァイクを結ぶレギオナルエクスプレスが1時間ごとに発着する。ミンデン行きのバスに接続する。この街はオストヴェストファーレンリッペ交通連盟に加盟している。
デン・ハーグからマズーレン（ポーランドとリトアニアとの国境地域）に至るヨーロッパ広域遊歩道E11号線（ロシアまでの延長が計画されている）がこの街を通っている。

### メディア
ポルタ・ヴェストファーリカ市はヴェストファーレン＝ブラットのミンデン＝リュベッケ郡版のサービス地域内に位置している。また、ミンデナー・ターゲブラットの予約定期購読も可能である。
放送では、ミンデン＝リュベッケ郡を対象とするローカルラジオ放送ラジオ・ヴェストファーリカのサービス地域に含まれている。ラジオ・ヴェストファーリカはノルトライン＝ヴェストファーレン・ローカルラジオ放送グループに加盟している。

### 公共機関
ポルタ・ヴェストファーリカ消防団は市内に専用の火災・救難ステーションを有している。市域は4つの防火地域に分けられ、各市区に15の消火グループが配備されている。
ハウスベルゲ区には市立図書館の本館がある。この図書館は家族用の図書館として構想された。子供図書館はレルベックの分館にある。総収蔵数は約 27,000 点で、書籍だけでなく、このうちの約10%がCD-ROMや音声ブックなどである。
Wirtschaftsbetrieb der Stadt Porta Westfalica は、汚水処理、ゴミ処理、道路整備（夏と冬の清掃など）、緑地整備、河川・湖沼整備、墓地管理といった市の業務を請け負う受託機関である。

### 教育
市は10校の基礎課程学校を運営している。この他に、本課程学校、実科学校、総合学校、ギムナジウムがそれぞれ1校ある。成人教育のための市民大学は隣接するミンデンのものが利用できる。さらに、ポルタ・ヴェストファーリカでは「Malche」という神学・教育学セミナーが開催されている。

## 人物

### ゆかりの人物
- ハンス・クラーマー（1896年 - 1968年）第二次世界大戦当時の装甲兵大将。1968年にポルタ・ヴェストファーリカで逝去した。

## 引用
1. ↑  Bevölkerung der Gemeinden Nordrhein-Westfalens am 31. Dezember 2023 – Fortschreibung des Bevölkerungsstandes auf Basis des Zensus vom 9. Mai 2011
2. ↑  ノルトライン＝ヴェストファーレン州データ管理・統計局: Kommunalprofil Porta Westfalica, Stadt (PDF)
3. ↑  シュピーゲル・オンライン: Archäologen finden Lager des Römer-Feldherren
4. ↑  世界の紋章: Wappen von Hausberge an der Porta
5. ↑  ポルタ・ヴェストファーリカの姉妹都市
6. ↑   Wirtschaftsbetriebes der Stadt Porta Westfalica のウェブサイト